# Eucelatoria jamaicensis
Eucelatoria jamaicensis là một loài ruồi trong họ Tachinidae.